# Squadra serba di Coppa Davis
La squadra serba di Coppa Davis rappresenta la Serbia nella Coppa Davis, ed è posta sotto l'egida della Federazione tennistica serba.
L'attuale nazione serba è considerata in tutti gli ambiti come la naturale prosecuzione della vecchia Repubblica Socialista Federale di Jugoslavia fino al 1991, della Repubblica Federale di Jugoslavia dal 1992 al 2002 e, infine, della nazione di Serbia e Montenegro dal 2003 al 2006. Pertanto tutti i risultati ottenuti da queste tre nazionali scomparse vengono considerati propri dell'attuale Serbia, anche se di fatto la squadra serba nasce solo nel 2007 in seguito alla definitiva separazione del Montenegro. Non risulta strano, pertanto, che i detentori dei vari record di vittorie e presenze quali Boro Jovanović e Niki Pilić (citati nella tabella a fianco) siano in realtà croati di nascita: la loro carriera si è dipanata infatti in un'epoca in cui la Croazia non era ancora indipendente, ma solo una regione della Jugoslavia.
La squadra partecipa alla competizione dal 1927, e ad oggi il suo miglior risultato è la vittoria in finale nel 2010 contro la Francia.

## Vittoria della Coppa Davis 2010
Alla Beogradska Arena il 5 dicembre 2010, con due vittorie in tre set negli ultimi due singolari, la Serbia capovolge il risultato e si aggiudica la sua prima Coppa Davis della storia battendo la Francia. La Serbia è la sesta squadra della storia a vincere dopo essere stata sotto 2-1 al termine del doppio. Era accaduto anche nel 1902 Usa-Gran Bretagna 3-2, nel 1927 Francia-Usa 3-2, nel 1953 Australia-Usa 3-2, nel 1964 Australia-Usa 3-2 e 2002 Russia-Francia 3-2. Negli ultimi 100 anni, quindi senza considerare Stati Uniti e Australia, la Serbia è la terza nazione a vincere la Davis alla sua prima finale dopo la Svezia di Borg nel 1975 e la Croazia di Ljubicić nel 2005 (senza considerare il Sud Africa che vinse l'edizione del 1974 senza giocare la finale per il ritiro dell'India).

## Organico 2024
Vengono di seguito illustrati i convocati per ogni singolo turno della Coppa Davis 2024. A sinistra dei nomi la nazione affrontata e il risultato finale. Fra parentesi accanto ai nomi, il ranking del giocatore nel momento della disputa degli incontri (la "d" indica che il ranking corrisponde alla specialità del doppio).
| Qualificazioni Gruppo Mondiale | Qualificazioni Gruppo Mondiale                                                |
| Slovacchia (0-4)               | Laslo Đere (34) Miomir Kecmanović (53) Dušan Lajović (65) Nikola Ćaćić (66 d) |
| ------------------------------ | ----------------------------------------------------------------------------- |

| Gruppo Mondiale I - Turno Principale | Gruppo Mondiale I - Turno Principale                                              |
| Grecia (3-1)                         | Novak Đoković (4) Miomir Kecmanović (41) Dušan Lajović (53) Hamad Međedović (137) |
| ------------------------------------ | --------------------------------------------------------------------------------- |

## Risultati
= Incontro del Gruppo Mondiale

### 2010-2019
| Anno | Turno                          | Data            | Sede               | Avversario  | Punteggio | Esito     |
| ---- | ------------------------------ | --------------- | ------------------ | ----------- | --------- | --------- |
| 2010 | Gruppo Mondiale, 1º turno      | 5-7 marzo       | Belgrado (SRB)     | Stati Uniti | 3–2       | Vittoria  |
| 2010 | Gruppo Mondiale, Quarti        | 9-11 luglio     | Spalato (CRO)      | Croazia     | 4–1       | Vittoria  |
| 2010 | Gruppo Mondiale, Semifinale    | 17-19 settembre | Belgrado (SRB)     | Rep. Ceca   | 3–2       | Vittoria  |
| 2010 | Gruppo Mondiale, Finale        | 3-5 dicembre    | Belgrado (SRB)     | Francia     | 3–2       | Campione  |
| 2011 | Gruppo Mondiale, 1º turno      | 4-6 marzo       | Novi Sad (SRB)     | India       | 4–1       | Vittoria  |
| 2011 | Gruppo Mondiale, Quarti        | 8-10 luglio     | Halmstad (SWE)     | Svezia      | 4–1       | Vittoria  |
| 2011 | Gruppo Mondiale, Semifinale    | 16-18 settembre | Belgrado (SRB)     | Argentina   | 2–3       | Sconfitta |
| 2012 | Gruppo Mondiale, 1º turno      | 10-12 febbraio  | Niš (SRB)          | Svezia      | 4–1       | Vittoria  |
| 2012 | Gruppo Mondiale, Quarti        | 6-8 aprile      | Praga (CZE)        | Rep. Ceca   | 1–4       | Sconfitta |
| 2013 | Gruppo Mondiale, 1º turno      | 1-3 febbraio    | Charleroi (BEL)    | Belgio      | 3–2       | Vittoria  |
| 2013 | Gruppo Mondiale, Quarti        | 5-7 aprile      | Boise (USA)        | Stati Uniti | 3–1       | Vittoria  |
| 2013 | Gruppo Mondiale, Semifinale    | 13-15 settembre | Belgrado (SRB)     | Canada      | 3–2       | Vittoria  |
| 2013 | Gruppo Mondiale, Finale        | 15-17 novembre  | Belgrado (SRB)     | Rep. Ceca   | 2–3       | Sconfitta |
| 2014 | Gruppo Mondiale, 1º turno      | 31 gen.-2 feb.  | Novi Sad (SRB)     | Svizzera    | 2–3       | Sconfitta |
| 2014 | Spareggi Gruppo Mondiale       | 12-14 settembre | Bangalore (IND)    | India       | 3–2       | Vittoria  |
| 2015 | Gruppo Mondiale, 1º turno      | 6-8 marzo       | Kraljevo (SRB)     | Croazia     | 5–0       | Vittoria  |
| 2015 | Gruppo Mondiale, Quarti        | 17-19 luglio    | Buenos Aires (ARG) | Argentina   | 1–4       | Sconfitta |
| 2016 | Gruppo Mondiale, 1º turno      | 4-6 marzo       | Belgrado (SRB)     | Kazakistan  | 3–2       | Vittoria  |
| 2016 | Gruppo Mondiale, Quarti        | 15-17 luglio    | Belgrado (SRB)     | Regno Unito | 2–3       | Sconfitta |
| 2017 | Gruppo Mondiale, 1º turno      | 3-5 febbraio    | Niš (SRB)          | Russia      | 4–1       | Vittoria  |
| 2017 | Gruppo Mondiale, Quarti        | 7-9 aprile      | Belgrado (SRB)     | Spagna      | 4–1       | Vittoria  |
| 2017 | Gruppo Mondiale, Semifinale    | 15-17 settembre | Lilla (FRA)        | Francia     | 1–3       | Sconfitta |
| 2018 | Gruppo Mondiale, 1º turno      | 2-4 febbraio    | Niš (SRB)          | Stati Uniti | 1–3       | Sconfitta |
| 2018 | Spareggi Gruppo Mondiale       | 14-16 settembre | Kraljevo (SRB)     | India       | 4–0       | Vittoria  |
| 2019 | Qualificazioni Gruppo Mondiale | 31 gen.-2 feb.  | Tashkent (UZB)     | Uzbekistan  | 3–2       | Vittoria  |
| 2019 | Gruppo Mondiale, Round Robin   | 20 novembre     | Madrid (ESP)       | Giappone    | 3–0       | Vittoria  |
| 2019 | Gruppo Mondiale, Round Robin   | 21 novembre     | Madrid (ESP)       | Francia     | 2–1       | Vittoria  |
| 2019 | Gruppo Mondiale, Quarti        | 22 novembre     | Madrid (ESP)       | Russia      | 1–2       | Sconfitta |

### 2020-2029
| Anno | Turno                               | Data            | Sede            | Avversario    | Punteggio | Esito     |
| ---- | ----------------------------------- | --------------- | --------------- | ------------- | --------- | --------- |
| 2021 | Gruppo Mondiale, Round Robin        | 26 novembre     | Innsbruck (AUT) | Austria       | 3–0       | Vittoria  |
| 2021 | Gruppo Mondiale, Round Robin        | 27 novembre     | Innsbruck (AUT) | Germania      | 1–2       | Sconfitta |
| 2021 | Gruppo Mondiale, Quarti             | 1 dicembre      | Madrid (ESP)    | Kazakistan    | 2–1       | Vittoria  |
| 2021 | Gruppo Mondiale, Semifinali         | 3 dicembre      | Madrid (ESP)    | Croazia       | 1–2       | Sconfitta |
| 2022 | Gruppo Mondiale, Round Robin        | 14 settembre    | Valencia (ESP)  | Spagna        | 0-3       | Sconfitta |
| 2022 | Gruppo Mondiale, Round Robin        | 15 settembre    | Valencia (ESP)  | Corea del Sud | 2-1       | Vittoria  |
| 2022 | Gruppo Mondiale, Round Robin        | 17 settembre    | Valencia (ESP)  | Canada        | 2-1       | Vittoria  |
| 2023 | Qualificazioni Gruppo Mondiale      | 4–5 febbraio    | Espoo (FIN)     | Argentina     | 3-1       | Vittoria  |
| 2023 | Gruppo Mondiale, Round Robin        | 12 settembre    | Valencia (ESP)  | Corea del Sud | 3-0       | Vittoria  |
| 2023 | Gruppo Mondiale, Round Robin        | 15 settembre    | Valencia (ESP)  | Spagna        | 3-0       | Vittoria  |
| 2023 | Gruppo Mondiale, Round Robin        | 17 settembre    | Valencia (ESP)  | Rep. Ceca     | 0-3       | Sconfitta |
| 2023 | Gruppo Mondiale, Quarti             | 23 novembre     | Malaga (ESP)    | Regno Unito   | 2-0       | Vittoria  |
| 2023 | Gruppo Mondiale, Semifinale         | 25 novembre     | Malaga (ESP)    | Italia        | 1-2       | Sconfitta |
| 2024 | Qualificazioni Gruppo Mondiale      | 2–3 febbraio    | Kraljevo (SRB)  | Slovacchia    | 0-4       | Sconfitta |
| 2024 | Gruppo Mondiale I, Turno Principale | 14–15 settembre | Belgrado (SRB)  | Grecia        | 3-1       | Vittoria  |

## Statistiche giocatori
Di seguito la classifica dei tennisti serbi e jugoslavi con almeno una partecipazione in Coppa Davis, ordinati in base al numero di vittorie. In caso di parità si tiene conto del maggior numero di incontri disputati; in caso di ulteriore parità viene dato più valore agli incontri in singolare; come quarto e ultimo criterio viene considerata la data d'esordio. In grassetto quelli tuttora in attività.

Aggiornato alla Coppa Davis 2025 (Danimarca-Serbia 2-3).
| #  | Tennista             | Singolare | Doppio | Totale |
| -- | -------------------- | --------- | ------ | ------ |
| 1  | Novak Đoković        | 41-8      | 5-8    | 46-16  |
| 2  | Nenad Zimonjić       | 13-12     | 30-19  | 43-31  |
| 3  | Josip Palada         | 31-21     | 11-11  | 42-32  |
| 4  | Franjo Punčec        | 33-12     | 9-8    | 42-20  |
| 5  | Janko Tipsarević     | 34-15     | 8-4    | 42-19  |
| 6  | Dragutin Mitić       | 28-15     | 13-14  | 41-29  |
| 7  | Nikola Pilić         | 27-12     | 11-12  | 38-24  |
| 8  | Slobodan Živojinović | 24-15     | 12-11  | 36-26  |
| 9  | Željko Franulović    | 23-15     | 9-12   | 32-27  |
| 10 | Boro Jovanović       | 18-22     | 11-14  | 29-36  |
| 11 | Viktor Troicki       | 17-11     | 7-5    | 24-16  |
| 12 | Dušan Vemić          | 11-4      | 9-5    | 20-9   |
| 13 | Marko Ostoja         | 11-6      | 7-3    | 18-9   |
| 14 | Goran Ivanišević     | 8-3       | 7-1    | 15-4   |
| 15 | Dušan Lajović        | 13-12     | 0-1    | 13-13  |
| 16 | Milan Šrejber        | 9-5       | 3-2    | 12-7   |
| 17 | Franjo Kukuljević    | 5-9       | 6-12   | 11-21  |
| 18 | Filip Krajinović     | 8-4       | 3-5    | 11-9   |
| 19 | Goran Prpić          | 4-10      | 5-3    | 9-13   |
| 20 | Miomir Kecmanović    | 6-5       | 3-3    | 9-8    |
| 21 | Nikola Špear         | 5-9       | 3-4    | 8-13   |
| 22 | Zoltan Ilin          | 6-8       | 2-3    | 8-11   |
| 23 | Vladimir Petrović    | 5-7       | 3-3    | 8-10   |
| 24 | Nebojsa Djordjević   | 2-6       | 5-5    | 7-11   |

| #  | Tennista           | Singolare | Doppio | Totale |
| -- | ------------------ | --------- | ------ | ------ |
| 25 | Ilija Bozoljac     | 3-2       | 4-6    | 7-8    |
| 26 | Bojan Vujić        | 7-3       | 0-0    | 7-3    |
| 27 | Bruno Orešar       | 5-8       | 1-0    | 6-8    |
| 28 | Boris Pašanski     | 6-3       | 0-0    | 6-3    |
| 29 | Ilia Panajotović   | 3-12      | 2-3    | 5-15   |
| 30 | Franjo Sefer       | 3-10      | 2-4    | 5-14   |
| 31 | Laslo Đere         | 5-5       | 0-0    | 5-5    |
| 32 | Nikola Ćaćić       | 0-0       | 5-5    | 5-5    |
| 33 | Relja Dulić-Fiser  | 1-1       | 4-0    | 5-1    |
| 34 | Milan Branović     | 4-4       | 0-0    | 4-4    |
| 35 | Ivko Plecević      | 2-7       | 1-2    | 3-9    |
| 36 | Kresimir Friedrich | 3-2       | 0-1    | 3-3    |
| 37 | Vladimir Presecki  | 3-2       | 0-0    | 3-2    |
| 38 | Vladimir Pavicević | 2-2       | 1-0    | 3-2    |
| 39 | Hamad Medjedovic   | 2-1       | 1-1    | 3-2    |
| 40 | Dragan Savić       | 2-0       | 1-1    | 3-1    |
| 41 | Petko Milojković   | 1-0       | 1-1    | 2-1    |
| 42 | Dejan Petrović     | 0-0       | 2-1    | 2-1    |
| 43 | Srđan Jelić        | 2-0       | 0-0    | 2-0    |
| 44 | Peđa Krstin        | 2-0       | 0-0    | 2-0    |
| 45 | Srđan Muškatirović | 1-4       | 0-1    | 1-5    |
| 46 | Branko Horvat      | 1-2       | 0-0    | 1-2    |
| 47 | Nikola Milojević   | 0-0       | 1-2    | 1-2    |
| 48 | Zoran Petković     | 1-1       | 0-0    | 1-1    |

| #  | Tennista           | Singolare | Doppio | Totale |
| -- | ------------------ | --------- | ------ | ------ |
| 49 | Stefan Laslo       | 1-0       | 0-1    | 1-1    |
| 50 | Ivan Radović       | 0-0       | 1-1    | 1-1    |
| 51 | Goran Mihajlović   | 1-0       | 0-0    | 1-0    |
| 52 | Danilo Petrović    | 1-0       | 0-0    | 1-0    |
| 53 | Nikola Ćirić       | 0-0       | 1-0    | 1-0    |
| 54 | Kamilo Keretić     | 0-3       | 0-0    | 0-3    |
| 55 | Aleksandar Popović | 0-2       | 0-1    | 0-3    |
| 56 | Nikola Gnjatović   | 0-2       | 0-1    | 0-3    |
| 57 | Igor Flego         | 0-1       | 0-2    | 0-3    |
| 58 | Ivan Balas         | 0-1       | 0-1    | 0-2    |
| 59 | Gyorgy Dungyersky  | 0-1       | 0-1    | 0-2    |
| 60 | Ladislav Jagec     | 0-1       | 0-1    | 0-2    |
| 61 | Josip Sarić        | 0-1       | 0-0    | 0-1    |
| 62 | Zlatko Ivancić     | 0-1       | 0-0    | 0-1    |
| 63 | Vladimir Obradović | 0-1       | 0-0    | 0-1    |
| 64 | Aleksandar Popović | 0-0       | 0-1    | 0-1    |
| 65 | Sima Nikolić       | 0-0       | 0-1    | 0-1    |
| 66 | Aleksandar Kitinov | 0-0       | 0-1    | 0-1    |
| 67 | Darko Madjarovski  | 0-0       | 0-1    | 0-1    |
| 68 | Miljan Zekić       | 0-0       | 0-1    | 0-1    |

## Andamento
La seguente tabella riflette l'andamento della squadra dal 1990 ad oggi. Le due colonne grigie indicano che la squadra non ha preso parte alla manifestazione in quegli anni.
| Pos.           | 90 | 91 | 92 | 93 | 94 | 95 | 96 | 97 | 98 | 99 | 00 | 01 | 02 | 03 | 04 | 05 | 06 | 07 | 08 | 09 | 10 | 11 | 12 | 13 | 14 | 15 | 16 | 17 | 18 | 19 | 21 | 22 | 23 | 24 |
| -------------- | -- | -- | -- | -- | -- | -- | -- | -- | -- | -- | -- | -- | -- | -- | -- | -- | -- | -- | -- | -- | -- | -- | -- | -- | -- | -- | -- | -- | -- | -- | -- | -- | -- | -- |
| Campione       |    |    |    |    |    |    |    |    |    |    |    |    |    |    |    |    |    |    |    |    | 1° |    |    |    |    |    |    |    |    |    |    |    |    |    |
| Finalista      |    |    |    |    |    |    |    |    |    |    |    |    |    |    |    |    |    |    |    |    |    |    |    |    |    |    |    |    |    |    |    |    |    |    |
| SF             |    |    |    |    |    |    |    |    |    |    |    |    |    |    |    |    |    |    |    |    |    |    |    |    |    |    |    |    |    |    |    |    |    |    |
| QF             |    |    |    |    |    |    |    |    |    |    |    |    |    |    |    |    |    |    |    |    |    |    |    |    |    |    |    |    |    |    |    |    |    |    |
| OF             |    |    |    |    |    |    |    |    |    |    |    |    |    |    |    |    |    |    |    |    |    |    |    |    |    |    |    |    |    |    |    |    |    |    |
| Qualificazioni | x  | x  | x  | x  | x  | x  | x  | x  | x  | x  | x  | x  | x  | x  | x  | x  | x  | x  | x  | x  | x  | x  | x  | x  | x  | x  | x  | x  | x  |    |    |    |    |    |
| Gruppo I       |    |    |    |    |    |    |    |    |    |    |    |    |    |    |    |    |    |    |    |    |    |    |    |    |    |    |    |    |    |    |    |    |    |    |
| Gruppo II      |    |    |    |    |    |    |    |    |    |    |    |    |    |    |    |    |    |    |    |    |    |    |    |    |    |    |    |    |    |    |    |    |    |    |
| Gruppo III     | x  | x  |    |    |    |    |    |    |    |    |    |    |    |    |    |    |    |    |    |    |    |    |    |    |    |    |    |    |    |    |    |    |    |    |
| Gruppo IV      | x  | x  | x  | x  | x  | x  | x  |    |    |    |    |    |    | x  |    |    |    |    |    |    | x  | x  | x  | x  | x  | x  | x  | x  | x  | x  |    |    |    |    |

Legenda
- Campione: La squadra ha conquistato la Coppa Davis.
- Finalista: La squadra ha disputato e perso la finale.
- SF: La squadra è stata sconfitta in semifinale.
- QF: La squadra è stata sconfitta nei quarti di finale.
- OF: La squadra è stata sconfitta negli ottavi di finale (1º turno). Dal 2019 sostituito dal Round Robin.
- Qualificazioni: La squadra è stata sconfitta al turno di qualificazione. Istituito nel 2019.
- Gruppo I: La squadra ha partecipato al Gruppo I della propria zona di appartenenza.
- Gruppo II: La squadra ha partecipato al Gruppo II della propria zona di appartenenza.
- Gruppo III: La squadra ha partecipato al Gruppo III della propria zona di appartenenza.
- Gruppo IV: La squadra ha partecipato al Gruppo IV della propria zona di appartenenza.
- x: Ove presente, la x indica che in quel determinato anno, il Gruppo in questione non è esistito nella zona geografica di appartenenza della squadra.

## Squadre vincenti

### 2010
- Novak Djokovic
- Janko Tipsarevic
- Viktor Troicki
- Nenad Zimonjic
- Cap. Bogdan Obradovic